# Ralph Bellamy
Ralph Rexford Bellamy, född 17 juni 1904 i Chicago, Illinois, död 29 november 1991 i Santa Monica, Kalifornien, var en amerikansk skådespelare. Bellamy Oscarsnominerades för bästa manliga biroll för sin insats i Min fru har en fästman (1937); han mottog en heders-Oscar 1987.
Ralph Bellamys första filmroll var i The Secret Six (1931) med Wallace Beery, Jean Harlow och Clark Gable. I slutet av 1933 hade han redan hunnit medverka i 22 filmer. Bellamy fortsatte i samma höga tempo och nominerades till en Oscar för bästa manliga biroll för sin roll i Min fru har en fästman (1937) med Irene Dunne och Cary Grant; han spelade senare en liknande roll som naiv pojkvän som konkurrerar med Grants sofistikerade rollfigur i Det ligger i blodet (1940). Bellamy har även bland annat medverkat i Det går som en dans (1940) med Maureen O'Hara och Lucille Ball, i skräckklassikern Varulven (1941) med Lon Chaney, Jr. och Evelyn Ankers samt i Frankensteins vålnad 1942 med Chaney och Bela Lugosi. Bellamy sista filmroll var i Pretty Woman (1990).
Bellamy var gift fyra gånger: först med Alice Delbridge åren 1927–1930, andra gången med Catherine Willard åren 1931–1945, tredje gången med Ethel Smith åren 1945–1947 och fjärde gången med Alice Murphy från 1949 fram till sin död 1991.
Ralph Bellamy har en stjärna på Hollywood Walk of Fame vid adressen 6542 Hollywood Blvd. för insatser inom television.

## Filmografi i urval
- 1931 – Den underbara lögnen
- 1931 – Ett nattligt äventyr
- 1931 – Fången på slottet Reichendorf
- 1932 – Förbjuden
- 1932 – Luftens kurirer
- 1933 – Mot okänd hamn
- 1933 – Alltid i mina tankar...
- 1935 – En fattig miljonär
- 1936 – Mannen som visste för mycket
- 1937 – Min fru har en fästman
- 1940 – Det ligger i blodet
- 1940 – Mr Sarto gör razzia
- 1940 – Kärlek vid första smällen
- 1940 – Det går som en dans
- 1941 – Fotsteg i mörkret
- 1941 – Varulven
- 1941 – Affectionately Yours
- 1942 – Ung dam i knipa
- 1943 – Den stora stjärnparaden
- 1945 – Jag ger mig aldrig!
- 1961-1965 – Rawhide (TV-serie)
- 1967 – Krutrök (TV-serie)
- 1968 – Rosemarys baby
- 1977 – Min polare Gud
- 1978 – Bilstaden (TV-serie)
- 1980-1982 Fantasy Island (TV-serie)
- 1981-1984 - Kärlek ombord (TV-serie)
- 1983 – Lilla huset på prärien (TV-serie)
- 1983 – Krigets vindar (TV-serie)
- 1983 – Ombytta roller
- 1985-1986 - Hotellet (TV-serie)
- 1987 – Matlock (TV-serie)
- 1988 – Lagens änglar (TV-serie)
- 1988 – En prins i New York
- 1988-1989 – Krig och hågkomst (TV-serie)
- 1990 – Pretty Woman